# Confederação Brasileira de Aeromodelismo
A Confederação Brasileira de Aeromodelismo (COBRA) tem sua sede em São Paulo e foi fundada em 1959 e é um orgão central responsável pela administração do aeromodelismo: reúne os clubes e associações dedicadas à prática da atividade no território brasileiro. Sua antiga denominação é Associação Brasileira de Aeromodelismo (ABA).
A COBRA é reconhecida pelo Departamento de Aviação Civil do MInistério da Defesa e pelo Conselho Nacional de Desportos do Ministério do Esporte, como atual órgão máximo de direção do aeromodelismo no Brasil, conforme RESOLUÇÃO 19, de 16 de dezembro de 1987, do então Conselho Nacional do Desporto, publicada no Diário Oficial da União em 21/12/198
7. Entre as suas atribuições, incluem-se difundir, coordenar, organizar e dirigir o aeromodelismo no Brasil, representando-o internacionalmente. A Confederação é ainda responsável por organizar periodicamente os Campeonatos Brasileiros de Aeromodelismo.
A COBRA é integrada pelas federações, associações e clubes filiados que, através de seus presidentes e vice-presidentes, formam a sua Assembleia Geral.